# Country Music Television
Country Music Television или CMT — американская кантри-ориентированная сеть кабельного телевидения (создана в 1983 году). Программа передач включает в себя музыку, видео, записанные концерты, фильмы, биографии звёзд кантри-музыки и реалити-шоу. CMT принадлежит и функционирует в компании MTV Networks, которая в свою очередь является дочерней компанией конгломерата Viacom.

## История

### Начало: 1983—1991-е годы
CMT был создан Гленном Д. Дэниелсом (Glenn D. Daniels) и развит на средства Video World Productions в городе Hendersonville, штат Теннесси, а запущен 5 марта 1983 года в 6:19 вечера.
Деньги Дэниелс вложил вместе с группой инвесторов из Telestar Corporation, Penny stock company и Blinder and Robinson в равной доле на троих.
Гленн был создателем, основателем, директором программ и первым президентом сети, первоначально названной CMTV, но всегда «Country Music Television». («V» в дальнейшем была убрана в связи с жалобой конкурента MTV). CMT появилось в эфире раньше своего главного конкурента, The Nashville Network, на два дня. CMT позиционируется на проигрывании видеоклипов кантри-музыки 24 часа в сутки, семь дней в неделю, в то время как TNN была направлена в сторону продвижения «образа жизни кантри». Самым первым видеоклипом в эфире CMT стал показ клипа легенды кантри-музыки Фарон Янга (Faron Young) с его классическим хитом «It’s Four in the Morning».

### Времена Gaylord: 1991—1997-е годы
В 1991 году компания Opryland USA и владелец компании Gaylord Entertainment Company Эдвард Гэйлорд (Edward L. Gaylord), приобрели CMT за 30 млн долларов. Сеть была продана группе во главе с владельцем радиостанции Робертом Силлерманом (Robert Sillerman) и продюсером Джеймсом Гуэрсио (James Guercio). Opryland USA и Гэйлорду также принадлежит основной конкурент CMT — The Nashville Network.
В сентябре 1993 года CMT вышла на международный уровень, её запустили в Европе как часть пакета Sky Multichannels. К 1998 году убытки Гэйлорда от CMT в Европе составили 10 млн долларов и 31 марта 1998 года было принято решение о прекращении вещания. Гэйлорд планировал повторить успешную модель созданную каналом E! за счет продажи больших программных блоков другим европейским каналам, но этим планам не суждено было сбыться.
В 1994 году Гэйлорд сделал своё первое крупное изменение формата CMT добавив несколько новых музыкальных видео программ, в том числе Big Ticket, Jammin' Country, The Signature Series, CMT Delivery Room и CMT Top 12 Countdown. Но к 2001 году все шоу в конечном итоге были отменены.
В 1995 году CMT снизило показы всех видео канадских певцов у которых не было контрактов с США в ответ на появившиеся кабельные сети в Канаде (Calgary, Alberta) и основной — CMT (Канада) (New Country Network). К марту 1996 года, после достижения соглашения о приобретении 20 % собственности компании New Country Network, CMT в конце концов вернула опущенные видеоклипы в плей-листах в дополнение переименовав её в «CMT».

### ВременаCBS/ Viacom: 1997 год — по настоящее время

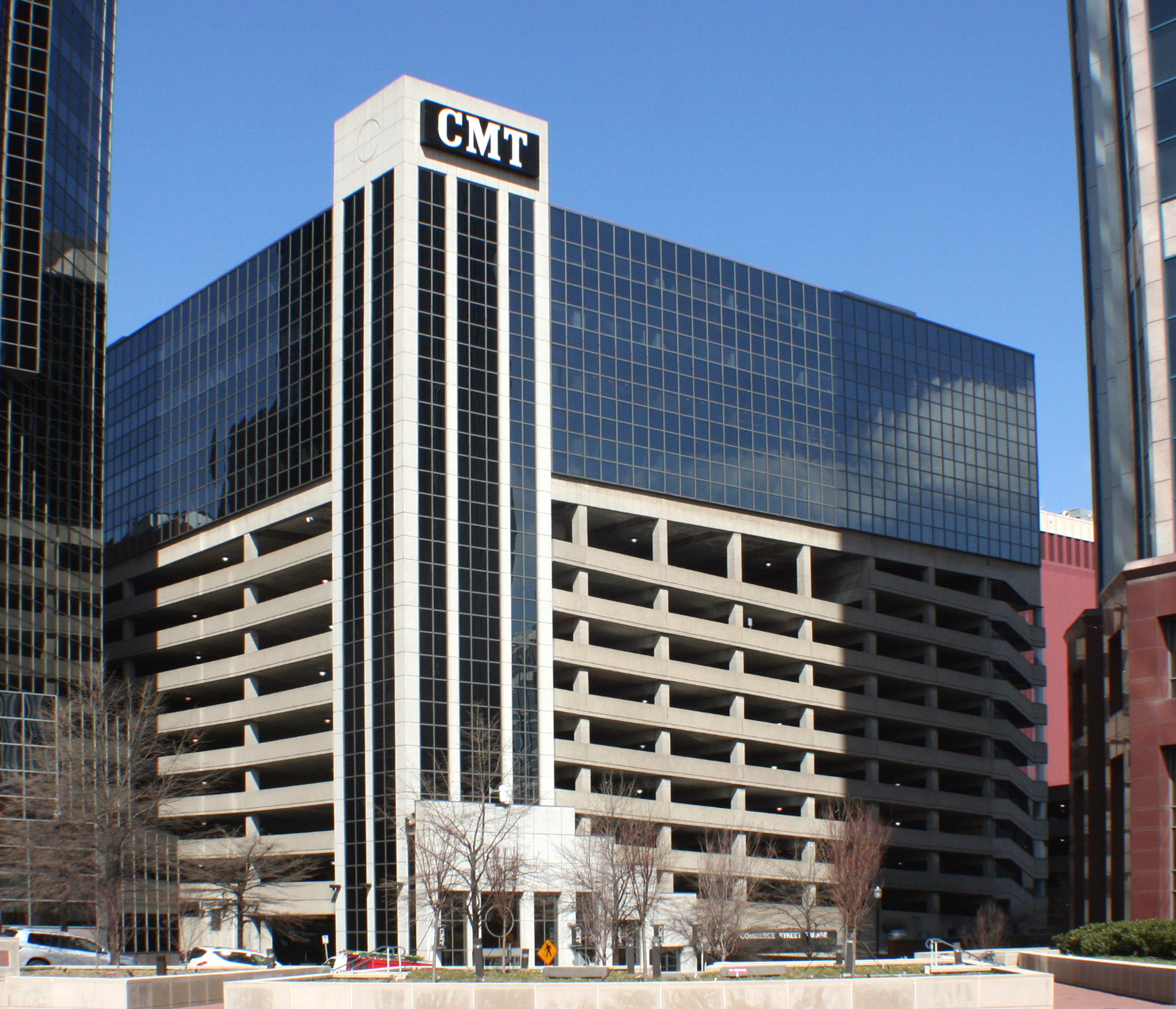
Штаб-квартира CMT расположенная в центре города Нашвилл, штат Теннесси.

В 1997 году сети CMT и TNN были проданы компании Westinghouse Electric Corporation, владельцу сети CBS, за 1,5 млрд долларов. Приобретя две кантри-тематические сети, наряду с формированием злополучной сети Investigation Discovery, и две региональные спортивные сети (Балтимор — Home Team Sports, в настоящее время Comcast Sportsnet, и Midwest Sports Channel в Миннеаполис-Сент-Пол, сейчас Fox Sports North) формируется кабельное подразделение CBS базирующееся в Нэшвилле в Grand Ole Opry и офиса в городе Шарлотт на стадионе «Lowe’s Motor Speedway».
В 1999 году Viacom приобрела CBS в собственность CMT и TNN присоединив их в стабильную компанию MTV Networks. В результате перемещений в 2000 году привело к закрытию офиса CBS в Шарлотт, в то время как y Viacom изменился формат TNN, переименовав его в The National Network, а затем просто в Spike. Viacom также изменила формат CMT, демонстрируя после введения на каналах «родственных сетей» MTV и VH1 шоу и фильмы в дополнение к музыкальным видеоклипам. Со временем количество музыкального видео в сети продолжает сокращаться, в конце мая 2006 года произведя ребрендинг цифровой кабельной сети VH1 появился кантри-канал CMT Pure Country.
Несмотря на уменьшение музыкальных клипов в CMT, с момента его приобретения компанией MTV Networks в 1999 году, рейтинги канала значительно возросли. В 2007 году канал стал доступен в более чем 83-х миллионах домах. В 2009 году сеть уже доступна в 88-ми миллионах домах.

## Сегодняшние программы
Список программ транслируемых на CMT en:List of programs broadcast by CMT  (англ.)
Сегодняшние программы на CMT, кантри-ориентированная музыка (то есть кантри-видеоклипы, записанные концерты и т. д.), кантри-ориентированный образ жизни, старые шоу и фильмы — все это говорит об особенности кантри или Южной рок-музыки. Многое, как у родственных каналов MTV и VH1, на CMT стало поп-культурой, в последние годы канал усиливает акцент на события и реальность программ, а также видеоклипы. Из трех вышеуказанных каналов CMT в настоящее время отводит большую часть времени музыкальным клипам, по крайней мере шесть часов ежедневного расписания отведены им. На канале также показывают шоу, такие как:
Extreme Makeover: Home Edition, Trading Spouses, Dallas Cowboys Cheerleaders: Making the Team, Are You Smarter Than a 5th Grader?, The World’s Strictest Parents, Cribs, 16 and Pregnant, которые имеют мало или вообще ничего общего с кантри-музыкой, в частности в Prime time.
С тех пор как СМТ приобрела у TNN сериал Придурки из Хаззарда, повторы его были постоянны в одно и то же время в соответствии с графиком CMT в 19:00, они были сняты лишь в 2009 году после года показа, прежде чем вернуться в свои традиционные рамки времени в сентябре 2010 года.
Среди специальных событий, которые можно увидеть в сети, — ежегодная музыкальная премия CMT Music Awards. В ходе этой церемонии вручаются награды в различных категориях и проходят выступления исполнителей музыки кантри и близких музыкальных жанров.